# 2012年ロンドンオリンピックのルワンダ選手団
2012年ロンドンオリンピックのルワンダ選手団（2012ねんロンドンオリンピックのルワンダせんしゅだん）は、2012年7月27日から8月12日までイギリスのロンドンで開催されたロンドンオリンピックルワンダ選手団の名簿。

## 選手団
- 人員: 選手 7人
- 開会式旗手: Adrien Niyonshuti

## 種目別選手・スタッフ名簿及び成績

### 陸上競技
- Robert Kajuga（男子10000m）27分56秒67
- Jean Pierre Mvuyekure（男子マラソン）2時間30分19秒
- Claudette Mukasakindi（女子マラソン）2時間51分7秒

### 自転車
- Adrien Niyonshuti（男子マウンテンバイク）1時間42分46秒

### 柔道
- Fred Yannick Uwase（男子73kg級）第2回戦敗退

### 競泳
- Jackson Niyomugabo（男子50m自由形）27秒38 予選敗退
- Alphonsine Agahozo（女子50m自由形）30秒72 予選敗退